# Адміністративний поділ Антигуа і Барбуди

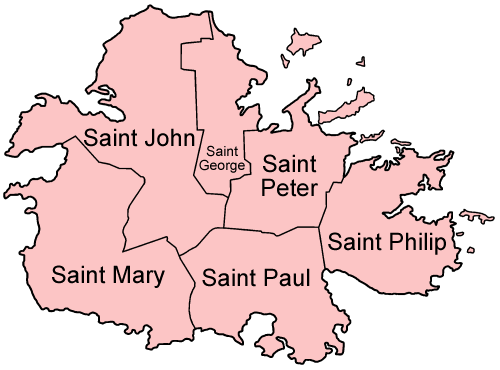
Округи Антигуа і Барбуда

Територія Антигуа і Барбуда розділена на 6 округів (англ. parishes) (всі вони розташовані на острові Антигуа) та дві залежні території — Барбуда та Редонда, розташовані на однойменних островах. До складу округів крім 6 міст входять ще 76+ населених пунктів (англ. localities).
|    | Округ       | Центр      | Площа, кв. км | Чисельність населення, чол (2001) |
| -- | ----------- | ---------- | ------------- | --------------------------------- |
| 1. | Сент-Джордж | Пігготс    | 24,41         | 6 673                             |
| 2. | Сент-Джон   | Сент-Джонс | 66,96         | 45 346                            |
| 3. | Сент-Мері   | Боландс    | 63,55         | 6 793                             |
| 4. | Сент-Пол    | Фалмут     | 45,27         | 7 848                             |
| 5. | Сент-Пітер  | Парем      | 32,37         | 5 439                             |
| 6. | Сент-Філіп  | Фрітаун    | 40,67         | 3 462                             |
|    | Барбуда     | Кодрінгтон | 160,58        | 1 325                             |
|    | Редонда     | нема       | 1,50          | нема                              |